# Sing (film 2016)
Sing è un film d'animazione del 2016 scritto e diretto da Garth Jennings, prodotto da Illumination Entertainment.

## Trama
Il koala Buster Moon è il proprietario di un teatro sull'orlo del fallimento, che, come ultima spiaggia per salvare la sua attività dalla chiusura, decide di indire una gara di canto aperta a tutti gli animali della città. Come ulteriore incentivo per attirare candidati, Buster usa tutti i suoi ultimi risparmi per mettere in palio un premio in denaro per il vincitore del concorso, ma a causa di una distrazione della sua anziana segretaria, l'iguana Miss Crawly, l'ammontare del premio passa da 1 000 a 100 000 dollari, cosicché il giorno dopo una folla oceanica si presenta al teatro per le audizioni.
Anche dopo aver scoperto l'errore, Buster decide di portare avanti il suo progetto, e al termine delle audizioni riunisce un eterogeneo gruppo di concorrenti formato dalla teenager Ash, un'istrice appassionata di punk rock, il giovane gorilla Johnny, dotato di un talento straordinario ma con un padre criminale che rifiuta di approvarlo, l'arrogante ma bravissimo topo Mike, la maialina Rosita, madre stressata di venticinque figli, cui viene affiancato l'energico e simpatico maiale ballerino Gunter, il cammello Peter, cantante d'opera, e un trio pop composto da ranocchi. In un secondo momento, al cast si unirà anche Meena, un'elefantessa adolescente tanto brava nel canto quanto terrorizzata dall'idea di affrontare il palcoscenico, inizialmente assunta con la mansione di tecnico di scena in vista dello spettacolo.
Seppur con qualche difficoltà, dettata principalmente dalla situazione economica sempre più disastrosa in cui versa il teatro, Buster riesce a tenere in piedi il suo progetto, evitando accuratamente di rivelare l'errore sull'importo del premio; tuttavia anche i concorrenti iniziano a dover affrontare diversi problemi a cominciare da Peter, che rimane infortunato in un incidente con un riflettore ed è costretto a ritirarsi per poi proseguire con il trio di ranocchi che abbandonano la gara dopo essersi sciolti. Johnny abbandona il padre nel bel mezzo di una rapina per recarsi alle prove e ne provoca l'arresto; deluso che il padre non lo consideri come figlio, Johnny vorrebbe rubare i soldi ma desiste quando scopre la grande stima che Buster ripone nelle sue doti canore e decide di impegnarsi più duramente per imparare a suonare il pianoforte.
Ash scopre che il suo ragazzo, con il quale aveva litigato perché lui non era stato ammesso allo spettacolo, l'ha tradita con un'altra e lo caccia di casa; inizialmente delusa e demotivata, Ash ritrova la carica scrivendo per la prima volta una canzone tutta sua. Rosita, d'altro canto, pur essendo molto brava a cantare non riesce a concentrarsi sui passi di danza, stressata dalla sua vita famigliare impegnativa, ma alla fine anche lei riesce a trovare la carica giusta e ritorna in gara. Mike, convinto di avere la vittoria in pugno, chiede un prestito cospicuo alla banca e sperpera tutti i soldi per comprarsi un nuovo abito e un'auto per corteggiare una topina, mettendosi però nei guai con una banda di criminali orsi dopo aver barato giocando a carte con il loro boss.
Nel frattempo Buster, alla ricerca di un modo sia per attirare l'attenzione della stampa sia per racimolare i 100 000 dollari necessari a mantenere le aspettative dei suoi concorrenti, riesce a convincere la celebre cantante d'opera Nana Noodleman, nonna del suo amico Eddie, ad assistere a una prova generale dello spettacolo. Il giorno della prova, Buster decide di fare le cose in grande, allestendo all'interno del teatro un gigantesco acquario pieno di calamari, destinato a fare colpo sulla sua potenziale finanziatrice; purtroppo, il tutto termina in un colossale disastro per colpa del gruppo di orsi venuti in cerca di Mike per fargli pagare lo sgarbo e riscuotere un debito di gioco, che prima svelano la truffa del premio davanti a tutti cercando di impossessarsene e quindi provocano la rottura dell'acquario demolendo il teatro.
A quel punto la gara è ormai cancellata, ma nonostante i loro problemi personali Meena e gli altri cercano di risollevare l'animo di Buster, ricevendo però soltanto sarcasmo e rassegnazione. Ormai rimasto senza nulla, Buster non ha altra scelta che mettere su un servizio di lavaggio auto assieme a Eddie e alla signora Crawly, che decidono nonostante tutto di rimanergli vicino. Mentre sta lavorando, il koala viene attratto da una voce melodiosa proveniente dalle macerie ormai confiscate dalla banca del suo vecchio teatro, scoprendo Meena intenta a cantare Hallelujah di Leonard Cohen. La bravura della ragazza fa capire finalmente a Buster quanto i suoi concorrenti tenessero allo spettacolo, in cui vedevano non tanto un'opportunità di guadagno quanto soprattutto un modo per mettersi alla prova e realizzare i propri sogni.
Così, con la collaborazione di tutti (tranne di Mike, che in un primo momento si chiama fuori), il koala organizza una serata speciale su quanto rimane del palcoscenico, che grazie anche all'aiuto indiretto dei media viene trasmesso in tutta la città, attirando a ogni nuova esibizione un numero sempre crescente di spettatori. I primi a calcare la scena sono Gunter e Rosita, che ballano e cantano sulle note di Shake It Off di Taylor Swift, un'esibizione talmente appassionata da riaccendere la fiamma dell'amore tra la maialina e suo marito Norman. Quindi è il turno di Johnny, che al pianoforte si cimenta in I'm Still Standing di Elton John; il suo show viene visto casualmente alla tv da suo padre, che capendo finalmente il dono del figlio evade momentaneamente di prigione per scusarsi e manifestargli il proprio affetto.
Dopo Johnny, e nonostante un'intromissione della lama Judith, direttrice della banca cui appartiene il teatro distrutto, è il turno di Ash, che canta Set It All Free!, la canzone da lei scritta che ottiene un successo travolgente, e che suscita l'ammirazione persino del suo ex fidanzato, che la segue di nascosto da casa. Poi tocca a Mike, che accetta di esibirsi dopo essere stato punto nell'orgoglio da alcuni spettatori, che riesce a far commuovere tutti sulle note di My Way di Frank Sinatra, in cui risuona una sorta di ammissione e pentimento per tutti gli errori commessi. Infine è il turno di Meena, che vinta finalmente la sua timidezza fa venire giù il teatro (letteralmente) cantando Don't You Worry 'Bout a Thing di Stevie Wonder e stupendo tutti i presenti, compreso Mike. Lo show, contrariamente allo scetticismo di tutti, si rivela un successo epocale, tanto che arriva a impressionare la stessa Nana, la quale ha assistito allo spettacolo e decide di comprare e ristrutturare il teatro, permettendogli così di tornare alla vita.

## Personaggi
- Buster Moon: è un koala maschio dal carattere ottimista proprietario di un teatro sull'orlo del fallimento. È lui a decidere di indire la gara di canto per risollevare le sorti della sua proprietà ed evitare così la rovina.
- Rosita: è una maialina adulta dal passato canoro. È sposata con Norman, che non le dà molta attenzione, ed è madre di ben venticinque maialini. Buster la appaierà a Gunter.
- Mike: è un topo bianco adulto molto arrogante, vanitoso e civettuolo. Ha i comportamenti di Frank Sinatra. All'audizione sottovaluta gli altri partecipanti e nonostante il carattere borioso ha un evidente talento naturale per l'intrattenimento. Suona inizialmente il sassofono nelle stazioni come artista di strada, ma si presenta alle audizioni come cantante dal grande charme.
- Meena: è un'elefantessa femmina adolescente molto brava a cantare, soffre però di una grandissima ansia da palcoscenico. Partecipa all'audizione per volere del nonno materno, suo grande sostenitore.
- Eddie Noodleman: è un montone, migliore amico del protagonista Buster, sempre pronto ad aiutarlo e a seguirlo nelle sue imprese folli. Vive nella dépendance dei suoi genitori benestanti mentre cerca di capire quale sia il suo scopo nella vita. Sua nonna materna è Miss Nana Noodleman, ex-stella del teatro. Scoprirà di essere un ottimo dj.
- Johnny: è un gorilla di montagna maschio adolescente, figlio del capo criminale di famiglia. È un cantante nato, come lo definisce Buster, ma non ha l'approvazione del padre. Miss Crawly gli darà lezioni di pianoforte.
- Ashley "Ash": è un'istrice femmina adolescente. Suona la chitarra elettrica ed eccelle nelle canzoni rock ma viene spesso manipolata dal suo ragazzo, con cui convive, fino a quando Buster fa passare l'audizione solo a lei, e poi scopre che lui l'ha tradita.
- Norman: è un maiale adulto, marito di Rosita e padre di venticinque maialini. Fa un lavoro che lo porta a ritirarsi fino a tardi. È sempre molto esausto e non ha mai tempo da dedicare alle passioni di sua moglie.
- Miss Nana Noodleman: è una pecora nera anziana, che secondo Buster non dimostra più di 90 anni, ex-stella del teatro, protagonista dello spettacolo che ha fatto appassionare Buster a questo mondo. Apre il film con la sua esibizione di Golden Slumbers dei Beatles nella sua versione teatrale. Ha un grande fascino, una voce strappalacrime e la sua carriera l'ha resa molto ricca. Ha un carattere freddo e ombroso ed è molto famosa. È la nonna materna di Eddie Noodleman.
- Gunter: è un maiale maschio, parla con un forte accento tedesco ed è molto energico. Indossa spesso una tuta di glitter dorata. Ha un grande senso del ritmo e ama ballare. Non esita a dimostrare il suo talento con coreografie create da lui stesso. Aiuterà Rosita a ritrovare sé stessa.
- Judith: è un lama femmina marrone. Proprietaria di una banca vicino al teatro di Buster Moon, si presenta spesso alla sua porta quando i conti vanno in rosso.
- Nancy: è una topolina bianca attraente, che ruba il cuore a Mike. È molto protettiva, abile alla guida ed è solita uscire la sera in club privati e discoteche.
- Miss Karen Crawly: è un'anziana iguana femmina con un occhio di vetro (la sua età, a detta di Eddie, sembra si aggiri attorno ai 200 anni). È l'assistente di Buster Moon durante i provini, nonché sua collaboratrice. Suona il pianoforte e si presterà a dare lezioni private a Johnny.
- Lance: è un istrice maschio adolescente, e l'ex-fidanzato di Ash, dopo essere stato rifiutato alle audizioni la tradirà e si fidanzerà con una istrice femmina di nome Becky, tuttavia, sembra essere ancora innamorato di Ash, dato che ha riacceso la televisione per vedere la sua performance, dopo che Becky era uscita, comprendendo che ha davvero del talento.
- Marcus: è un gorilla adulto maschio ed e il padre di Johnny. Non è fiero di suo figlio poiché vorrebbe che entrasse a far parte della sua banda di criminali. Alla fine, capendo che Johnny ha un grande talento canoro evaderà di prigione chiedendogli scusa.
- Gli orsi: sono un trio di orsi criminali. Giocano con Mike a carte in un club e perdono. Tuttavia, il loro boss dopo un iniziale sospetto capisce che Mike ha barato (infatti vede una carta da gioco nascosta nella sua giacca) e da quel momento diventano i suoi antagonisti.

## Colonna sonora
Essendo basato sulla musica e, più precisamente, su una gara di canto, la colonna sonora diventa uno degli elementi essenziali del film. Di seguito sono elencati i brani eseguiti durante il lungometraggio, gli autori e gli esecutori.

### Brani
1. Golden Slumbers (John Lennon, Paul McCartney) – Eseguita da Nana Noodleman da giovane (Jennifer Hudson) durante lo spettacolo cui assiste il piccolo Buster Moon. Brano ripreso dopo la distruzione del teatro e durante la scena finale.
2. Gimme Some Lovin' (Steve Winwood, Spencer Davis & Muff Winwood) – I titoli di testa del film, nella versione originale dei The Spencer Davis Group
3. The Way I Feel Inside (Rod Argent) – Cantato da Johnny (Taron Egerton) nella scena in cui fa il palo durante la rapina.
4. Firework (Katy Perry, Tor Hermansen, Mikkel Eriksen, Sandy Wilhelm, Ester Dean) – Brano di sottofondo che ascolta Rosita mentre si prende cura dei suoi figli nella versione originale di Katy Perry, poi usato anche per l'audizione ed eseguito da Rosita stessa (Reese Witherspoon).
5. I Don't Wanna (Garth Jennings e Dave Bassett) – Il brano eseguito da Ash (Scarlett Johansson) e Lance (Beck Bennett) al provino nel locale gestito dall'orso polare.
6. Happy Birthday to You – Cantato da Meena (Tori Kelly) durante la festa di compleanno del nonno.
7. Take Five (Paul Desmond) – Suonata da Mike come artista di strada. Il brano torna successivamente nella scena in cui Mike va in banca.
8. Baker Street (Gerry Rafferty) – Secondo brano suonato da Mike nella stessa scena.
9. Allegro da "Le quattro stagioni (Primavera)" (Antonio Vivaldi) – Musica di sottofondo nel ristorante Les calmars.
10. Crazy in Love (Beyoncé, Rich Harrison, Eugene Record, Shawn Carter) – L'audizione dei gamberetti rosa.
11. Bad Romance (RedOne e Lady Gaga) – L'audizione di Gunter (Nick Kroll)
12. Jump (David Lee Roth, Eddie van Halen, Alex van Halen e Michael Anthony) – L'audizione delle rane.
13. Kiss from a Rose (Seal) – L'audizione del montone.
14. Kira Kira Killer (Yasutaka Nakata) – L'audizione delle piccole esemplari di panda rosso, brano ricorrente nel film.
15. I Love My Shirt (Donovan Leitch) – L'audizione delle tartarughe.
16. Butterfly (Shellshock, Mazur, Anthony Kiedis, Flea, Chad Smith, John Frusciante) – L'audizione del bisonte.
17. Stout Hearted Men (Shooby Taylor) – L'audizione dell'ippopotamo.
18. Anaconda (Ernest Clark, Jamal Jones, Onika Maraj, Marcos Palacios, Anthony Ray, Jonathan Solone-Myvett) – L'audizione delle conigliette.
19. Brano senza nome – L'audizione di Ash e Lance.
20. Lollipop (Ronald & Ruby) – L'audizione delle pulcinelle di mare .
21. The Humpty Dance (Humpty Hump) – L'audizione del coccodrillo.
22. 9 to 5 (Dolly Parton) – L'audizione del castoro.
23. The Safety Dance (Ivan Doroschuk) – L'audizione di mamma e figlia canguro.
24. Aserejé (Manuel Ruiz, Manny Benito) – L'audizione dei ragni.
25. Ride Like the Wind (Christopher Cross) – L'audizione della chiocciola.
26. Ben (Don Black, Walter Scharf) – L'audizione della giraffa.
27. Stay with Me (Sam Smith, James Napier, William Phillips, Tom Petty, Jeff Lynne) – L'audizione di Johnny.
28. Chandelier (Jesse Shaktin, Sia Furler) – L'audizione di Meena. Si sente solo la base perché Meena non riesce a cantare.
29. Pennies from Heaven (Johnny Burke, Arthur Johnston) – L'audizione di Mike (Seth MacFarlane)
30. Garota de Ipanema (Antônio Carlos Jobim) – La scena in cui Mike vede passare Nancy e cerca di sedurla.
31. Ninja Re Bang Bang (Yasutaka Nakata) – Il secondo tentativo di farsi scritturare dal gruppo di panda rossi.
32. Sound of Violence (Main mix) (Stephen Edwards, Hubert Francard, Philippe Cerboneschi) – Musica di sottofondo durante la scena in cui Buster e Meena attraversano le sale di prova, nella versione originale di Dennis De Laat.
33. Million Bucks (J. Coleman, K. Dean, A. Chambliss, J. Gonzalez) – Durante la scena in cui Mike torna al locale accompagnato da Nancy, nella versione originale di Maino.
34. Hold On, We're Going Home (Aubrey Graham, Noah Shebib, Majid Al Maskati, Jordan Ullman, Paul Jefferies) – Brano che si sente nell'auto di Johnny mentre fa le prove di velocità con il padre, nella versione originale di Drake ft. Majid Jordan.
35. Childhood Memories (Ennio Morricone) – Brano accennato quando compare Judith, nella versione originale di Gheorghe Zamfir.
36. The Wind (Cat Stevens) – Durante la scena in cui Eddie nuota in piscina, nella versione originale di Cat Stevens.
37. Tu, tu piccolo iddio! (Giacomo Puccini) – Dall'opera Madama Butterfly - Poche note quando appare la foto di Nana Noodleman, dalla versione dell'Orchestra dell'Accademia Nazionale di Santa Cecilia, diretta da Tullio Serafin, soprano Renata Tebaldi.
38. Let's Face the Music and Dance (Irving Berlin) – Brano di prova per Mike.
39. Koi Koi Koi (Yasutaka Nakata) – Brano riprodotto dal mangiacassette delle piccole panda.
40. Venus (Robbie van Leeuwen) – Brano di prova per Rosita e Gunter.
41. Call Me Maybe (Tavish Crowe, Carly Rae Jepsen, Josh Ramsay) – Brano di prova per Ash, nella versione originale di Carly Rae Jepsen.
42. Love Interruption (Jack White) – Il brano che Lance prova con Becky.
43. Pon de Floor (Thomas Pentz, Dave Taylor) – Musica di sottofondo nella discoteca in cui Mike gioca con gli orsi bruni, nella versione originale di Major Lazer ft. Vybz Kartel.
44. O mio babbino caro (Giacomo Puccini) – Dall'opera Gianni Schicchi - Tenue musica di sottofondo durante il dialogo tra Buster e Miss Nana Noodleman.
45. Shake It Off (Taylor Swift, Max Martin, Shellback) – Brano di prova per Gunter e Rosita. Brano poi usato per lo spettacolo.
46. All of Me (John Legend, Toby Gad) – Brano di prova per Johnny.
47. True Colors (Tom Kelly, Billy Steinberg) – Brano che si sente nel supermercato dove Rosita fa la spesa, nella versione originale di Cyndi Lauper.
48. Bamboléo (T. Baliardo, J. Bouchikhi, N. Reyes) – Brano che fa scatenare Rosita tra le corsie del supermercato, nella versione originale dei Gypsy Kings.
49. Around the World (Daft Punk) – Musica di sottofondo mentre Buster e i suoi collaboratori preparano la scenografia, nella versione originale dei Señor Coconut.
50. Set It All Free (Dave Bassett) – Brano di prova per Ash, poi eseguito durante lo spettacolo.
51. Flashing Lights (Kanye West, Eric Hudson) – Musica di sottofondo mentre Buster presenta il Moon Theater con la scenografia dei calamari, nella versione originale di Kanye West ft. Dwele.
52. Carry That Weight (John Lennon, Paul McCartney) – Come in Abbey Road il brano segue Golden Slumbers nella scena dopo la distruzione del teatro, eseguito da Jennifer Hudson.
53. Wake Me Up Before You Go-Go (George Michael) – Il brano viene udito brevemente come suoneria del cellulare di Eddie, nella versione originale degli Wham!.
54. Nessun dorma (Giacomo Puccini) – Dall'opera Turandot - Brano che accompagna la scena in cui Buster riprende a lavorare come "autolavaggio", in una versione diretta da Zubin Mehta, tenore Luciano Pavarotti.
55. Hallelujah (Leonard Cohen) – Brano cantato da Meena nel teatro distrutto.
56. Under Pressure (Freddie Mercury, Brian May, Roger Taylor, John Deacon, David Bowie) – Brano che accompagna la scena della ricostruzione dello spettacolo, nella versione originale dei Queen
 con David Bowie.
57. Fanfare for the Common Man (Aaron Copland) – Sottofondo solenne durante il discorso di incoraggiamento di Buster prima dello spettacolo, nella versione originale.
58. I'm Still Standing (Elton John, Bernie Taupin) – Brano eseguito da Johnny durante lo spettacolo.
59. My Way (Jacques Revaux, Paul Anka) – Brano eseguito da Mike durante lo spettacolo.
60. Don't You Worry 'Bout a Thing (Stevie Wonder) – Brano eseguito da Meena durante lo spettacolo.
61. Faith (Stevie Wonder) – Titoli di coda. Brano cantato da Stevie Wonder e Ariana Grande.

## Promozione
Il 12 febbraio 2016 è stato pubblicato su Facebook il primo trailer ufficiale e tre giorni dopo su YouTube.

## Distribuzione
Il film è stato presentato in anteprima al Toronto International Film Festival. È stato distribuito nelle sale statunitensi a partire dal 21 dicembre 2016, mentre in Italia l'uscita è stata il 4 gennaio 2017.

## Accoglienza

### Incassi
Sing ha incassato 270578425 $ in Nordamerica e 363759959 $ nel resto del mondo, per un totale di 634338409 $, divenendo il tredicesimo film col maggior incasso del 2016. È il 35º film d'animazione con maggiori incassi nella storia del cinema.
| Paese o Regione | Incasso totale | Incasso nel 1º weekend | Numero di settimane |
| --------------- | -------------- | ---------------------- | ------------------- |
| Australia       | 21337608 $     | 3203197 $              | 17                  |
| Brasile         | 11638397 $     | 3445943 $              | 16                  |
| Cina            | 31379920 $     | 11931275 $             | 9                   |
| Francia         | 22889974 $     | 4550528 $              | 13                  |
| Germania        | 20236239 $     | 4114355 $              | 25                  |
| Giappone        | 43705150 $     | 5888590 $              | 8                   |
| Messico         | 14123788 $     | 3503826 $              | 12                  |
| Russia          | 17395133 $     | 6141021 $              | 7                   |
| Corea del Sud   | 11053196 $     | 3343116 $              | 8                   |
| Spagna          | 17083814 $     | 2055264 $              |                     |
| Regno Unito     | 36109824 $     | 7011258 $              |                     |

### Critica
Il film ha ricevuto riscontri positivi da parte della critica: sul sito Rotten Tomatoes il 71% delle 189 recensioni è positivo, con un voto medio di 6.4 su 10. Su Metacritic ha un voto medio di 59 su 100, basato su 37 pareri professionali, indicando "recensioni miste o medie".

## Riconoscimenti
- 2017 - Golden Globe
  - Candidatura miglior film d'animazione
  - Candidatura migliore canzone originale (Faith) a Ryan Tedder, Stevie Wonder e Francis Farewell Starlite
- 2017 - Saturn Award
  - Candidatura - miglior film di animazione
- 2017 - Annie Award
  - Candidatura miglior colonna sonora in un film d'animazione a Joby Talbot
- 2017 - ASCAP Film and Television Music Awards
  - Miglior colonna sonora a Joby Talbot
- 2017 - Behind the Voice Actors Awards
  - Candidatura miglior doppiaggio maschile in un film d'animazione a Matthew McConaughey
  - Candidatura miglior doppiaggio femminile in un film d'animazione a Reese Witherspoon
  - Candidatura miglior doppiaggio maschile in un film d'animazione a Garth Jennings
  - Candidatura miglior doppiaggio femminile in un film d'animazione a Jennifer Saunders
  - Candidatura miglior doppiaggio femminile in un film d'animazione a Rhea Perlman
- 2017 - British Academy Children's Awards
  - Candidatura miglior film d'animazione
- 2017 - Golden Trailer Awards
  - Candidatura miglior musica
- 2017 - Guild of Music Supervisors Awards
  - Candidatura miglior supervisione musicale di un film con un budget di oltre $ 25 milioni a Jojo Villanueva
- 2016 - Hollywood Music In Media Awards
  - Miglior supervisione musicale a Jojo Villanueva
  - Candidatura miglior canzone in un film d'animazione (Faith) a Ryan Tedder, Stevie Wonder e Francis Farewell Starlite
  - Candidatura miglior colonna sonora
- 2017 - Teen Choice Awards
  - Candidatura miglior attrice in un film commedia a Tori Kelly
- 2017 - Nickelodeon Kids' Choice Awards
  - Candidatura film d'animazione preferito
  - Candidatura voce preferita in un film d'animazione a Reese Witherspoon
  - Candidatura animale più ricercato a Rosita (Reese Witherspoon)
  - Candidatura colonna sonora preferita
- 2017 - Motion Picture Sound Editors
  - Candidatura miglior montaggio sonoro negli effetti sonori
- 2017 - People's Choice Awards
  - Candidatura blockbuster preferito

## Sequel
A gennaio 2017 è stato annunciato, insieme a quelli di Pets e di Minions, il sequel Sing 2 - Sempre più forte programmato per il 2020 ma posticipato a dicembre 2021 a causa della Pandemia di COVID-19.